# 5-Minute Crafts
5-Minute Crafts est une chaîne YouTube de bricolage appartenant à TheSoul Publishing,,. En novembre 2022, c'est la 13ème chaîne la plus abonnée sur la plateforme. La chaîne est également la 5ème page Facebook la plus suivie. Elle est basée à Limassol à Chypre.

## Format vidéo
Les vidéos YouTube de 5-Minute Crafts sont des compilations de vidéos précédemment publiées sur Instagram ou Facebook. Le contenu de la chaîne se compose en grande partie de vidéos relatives à l'artisanat et DIY, présentées dans des formats pratiques et, occasionnellement, d'expériences scientifiques. Les vidéos de la chaîne utilisent un style où la caméra est focalisée sur une table avec des objets tandis que seules les mains d'une personne apparaissent dans le cadre, créant du contenu à l'aide de ces objets, généralement des aliments, des ingrédients et des outils de bricolage.
Tubefilter a décrit la chaîne comme un "fournisseur de vidéos de bricolage adaptées aux enfants". En novembre 2022, il a été annoncé que 5-Minute Crafts serait disponible en streaming sur Samsung TV+ en Suède, en Espagne et au Benelux,.

## Histoire
TheSoul Publishing a été fondée par les entrepreneurs russes Pavel Radaev et Marat Mukhametov, une équipe expérimentée dans la création de contenu de médias sociaux, qui a lancé AdMe,. En mars 2017, l'entreprise a fondé la chaîne YouTube, Bright Side,. Le 15 novembre 2016, 5-Minute Crafts a été enregistré sur YouTube par TheSoul Publishing. La première vidéo de la chaîne, « 5 astuces de bricolage essentielles que vous devez connaître », a été mise en ligne le lendemain.
En 2017, le nombre d'abonnés et de visionnages de vidéos de la chaîne a commencé à augmenter rapidement. Dans un article publié par Mic en juin 2017, 5-Minute Crafts aurait accumulé plus de 4 millions d'abonnés.
En octobre 2017, 5-Minute Crafts a commencé à publier du contenu dans des langues mondiales telles que l'arabe, l'allemand, l'espagnol, le français, le portugais, le japonais, le chinois, le néerlandais, l'italien, le russe et le coréen.
En avril 2018, Tubefilter a couvert une tendance concernant les vidéos de nettoyage de printemps sur YouTube, notant la participation de 5-Minute Crafts. En novembre, Vox a écrit que 5-Minute Crafts était une chaîne "au succès retentissant", citant ses plus de 10 milliards de vues de vidéos et son classement comme la cinquième chaîne la plus abonnée sur YouTube, avec près de 40 millions d'abonnés à l'époque. En une semaine en décembre 2018, la chaîne a reçu plus de 238 millions de vues vidéo.
En mai 2020, 5-Minute Crafts a créé sa première chaîne en anglais sur Pinterest.
En juillet 2020, 5-Minute Crafts a collaboré avec Mattel pour une campagne de marque personnalisée qui comprenait plusieurs vidéos de bricolage axées sur l'artisanat familial et les activités à domicile.
En novembre 2021, la chaîne a célébré son 5e anniversaire sur YouTube, avec plus de 1,7 milliard d'heures regardées et 21 milliards de vues. En janvier 2022, la chaîne comptait 75,4 millions d'abonnés, la classant comme la onzième chaîne la plus abonnée non exploitée par YouTube.
En mettant l'accent sur le contenu DIY, 5-Minute Crafts a commencé à adapter son contenu pour le distribuer sur Pinterest. L'activité a commencé par la création de 5-Minute Crafts en anglais, espagnol et portugais. Cette collaboration avec Pinterest a été reconnue par The Drum Awards for the Digital Industries 2021, remportant le prix "Best use of Pinterest".

## Véracité
La chaîne a suscité des critiques pour ses hacks de vie inhabituels et potentiellement dangereux et sa dépendance au clickbait,,,. Vox a qualifié 5-Minute Crafts de "bizarre", décrivant son contenu comme "un bricolage que personne ne pourrait ou ne devrait jamais reproduire", et critiquant l'utilisation intensive par la chaîne des vignettes clickbait. Mashable a décrit les vidéos de la chaîne comme "absurdes".
Le programme TV Click de la BBC a critiqué 5-Minute Crafts pour ses "faux hacks de cuisine": en suivant les instructions d'une vidéo dans laquelle un épi de maïs frais produisait du pop-corn lorsqu'il était passé au micro-ondes, or le présentateur a découvert que l'épi n'était que réchauffé. Ann Reardon de How to Cook That a critiqué un clip dans lequel une fraise était trempée dans de l'eau de Javel pour produire une "fraise blanche", affirmant qu'il serait dangereux qu'un enfant la reproduise et mange le résultat.

## Sources et références
1. ↑  (en-US) joshuajcohen, « Top 50 Most Viewed YouTube Channels Worldwide • Week Of 12/9/2018 », sur Tubefilter, 12 décembre 2018 (consulté le 10 mars 2023)
2. ↑  « Privacy Policy », Bright Side, TheSoul Publishing (consulté le 24 mars 2019)
3. ↑  (en) Rebecca Jennings, « Why YouTube is riddled with bizarre DIY videos », sur Vox, 12 novembre 2018 (consulté le 10 mars 2023)
4. ↑  « Top 100 YouTubers sorted by Subscribers - Socialblade YouTube Stats | YouTube Statistics », sur socialblade.com (consulté le 10 mars 2023)
5. ↑  Sarmmah, « 'Life hack' videos gain in popularity among youth », Deccan Herald, 1er avril 2018 (consulté le 23 mars 2019)
6. ↑  (en-US) Jeff Horwitz, « Why Life Hack Videos Seem Too Good to Be True. (They Are) », sur WSJ (consulté le 10 mars 2023)
7. ↑  (en) Stuart Thomson, « TheSoul takes channels to Samsung TV Plus in Europe » , sur www.digitaltveurope.com, 24 novembre 2022 (consulté le 10 mars 2023)
8. ↑  « TheSoul sends 150 eps to Kidoodle.TV » (consulté le 10 mars 2023)
9. 1 2 3  (en) Rebecca Jennings, « YouTube is full of cringey, clickbait DIY channels. They're even weirder than you think. », Vox, 12 novembre 2018 (consulté le 23 mars 2019).
10. ↑  (ru) Агаджанов, « Создатели AdMe.ru запускают англоязычный проект », Хабр,‎ 1er juillet 2015
11. ↑  Kaplan, « The Biggest Social Media Operation You've Never Heard of Is Run Out of Cyprus by Russians », Lawfare, 18 décembre 2019 (consulté le 28 décembre 2019)
12. ↑  Jennings, « Why YouTube is riddled with bizarre DIY videos », Vox, 12 novembre 2018 (consulté le 28 décembre 2019)
13. ↑  « 5-Minute Crafts – YouTube about page », 5-Minute Crafts, YouTube (consulté le 23 mars 2019)
14. ↑  « 5-Minute Crafts First Video Ever », Youtuber Magazine, 22 avril 2018
15. ↑  Wile, « 9 smart things to buy as an investment in your future », Mic, 29 juin 2017 (consulté le 23 mars 2019)
16. ↑  Klein, « "Clean With Me" Videos Peak On YouTube Ahead Of Springtime », Tubefilter, 11 avril 2018 (consulté le 23 mars 2019)
17. ↑  Cohen, « Top 50 Most Viewed YouTube Channels Worldwide • Week Of 12/9/2018 », Tubefilter, 12 décembre 2018 (consulté le 23 mars 2019)
18. ↑  (en-US) « Building successful multi-channel social media strategies during COVID-19 - », 11 juin 2020 (consulté le 6 septembre 2020)
19. ↑  (en) « Barbie Shows Off Her COVID-19 Craft Projects », www.mediapost.com (consulté le 6 septembre 2020)
20. ↑  (de) « 5th Anniversary for 5-Minute Crafts - YouTube phenomenon with over 333+ million views », www.pressebox.de (consulté le 15 février 2022)
21. ↑  « Top 100 YouTube Channels sorted by Subscribers », Social Blade (consulté le 4 décembre 2020)
22. ↑  « The Soul Publishing on crafting a DIY Pinterest strategy to boost brand awareness », sur The Drum (consulté le 10 mars 2023)
23. 1 2  (en) Sage Anderson, « Bizarre DIY video makes an egg that's 'bigger than before' and the internet asks — why? », sur Mashable SEA, 26 juillet 2019 (consulté le 10 mars 2023)
24. 1 2 3  (en-GB) « The fake 'kitchen hacks' with billions of views », BBC News,‎ 15 février 2020 (lire en ligne , consulté le 10 mars 2023)
25. ↑  (en) « This '5-Minute Craft' YouTube Channel Is Captivating the Masses », sur Time, 4 septembre 2019 (consulté le 10 mars 2023)